# نو كجوب (بمبور الشرقي)
نو کجوب (بالفارسية: نوکجوب) هي منطقة سكنية تقع في إيران في قسم بمبور الشرقي الريفي. يقدر عدد سكانها بـ 2,043 نسمة .